# Kurt Heinrich Meyer
Kurt Heinrich Meyer oder Kurt Otto Hans Meyer (* 17. Septemberjul. / 29. September 1883greg. in  Tartu; † 14. April 1952 in Menton) war ein deutscher Chemiker.

## Leben und Werk
Meyer, Sohn des Pharmakologen Hans Horst Meyer, besuchte von 1892 bis 1901 das Gymnasium Philippinum in Marburg. Er studierte zunächst Medizin und dann Chemie in Marburg (durch Theodor Zincke vertreten) und Leipzig, aber auch in Freiburg, London sowie München. In Leipzig wurde Meyer 1907 mit der Dissertation Untersuchungen über Halochromie bei Arthur Hantzsch promoviert. Anschließend ging er auf Wunsch seines Vaters zur Ergänzung sowie Erweiterung seiner Ausbildung nach England, um mehrere Monate in Ernest Rutherfords Laboratorium zu arbeiten. Nach seiner Rückkehr 1911 habilitierte er sich bei Adolf von Baeyer in München über die Bestimmung des Gleichgewichts der Keto-Enol-Tautomerie von Acetessigester bzw. die Bestimmung des Enolgehalts in Keto-Enol-Tautomerie-Gleichgewichten durch Bromtitration (Über die Keto-Enol-Tautomerie). Nach ihm benannt ist die Meyer-Schuster-Umlagerung und auf ihn geht auch die Meyer’sche Rücktitrationsmethode zurück.
Im Ersten Weltkrieg diente Meyer ab 1914 als Artillerieoffizier, doch wurde er 1917 an das Kaiser-Wilhelm-Institut in Berlin zur Forschungsarbeit mit Fritz Haber berufen. Nach Kriegsende arbeitete er an der Universität München unter der Leitung von Richard Willstätter. Nach einigen weiteren Jahren an der Universität wechselte er 1921 zur BASF AG in Ludwigshafen am Rhein, wo er zum Direktor der Forschungslabore ernannt wurde. Hier widmete er sich der Chemie von Hochpolymeren, in Zusammenarbeit mit Hermann F. Mark, den er an sein Institut geholt hatte.
1932 verließ er diesen Posten und wurde zum Professor der organischen und anorganischen Chemie an der Universität Genf ernannt. Dort war später einer seiner langjährigen Mitarbeiter A. J. A. van der Wyk. Unter seinen zahlreichen Schülern und Assistenten befand sich Edmond Henri Fischer, der 1992 den Nobelpreis für Medizin erhielt. Fischers Doktorarbeit befasste sich mit der Isolierung und Reinigung der alpha-Amylase, wobei er bestätigte, dass es sich dabei um ein Protein handelt und nicht um ein Polysaccharid.
Meyer starb 1952 unerwartet auf einer Ferienreise in Menton. Sein Sohn, Horst Meyer, studierte an den Universitäten Genf und Zürich und war seit 1959 als Physikprofessor – seit 2005 emeritiert – an der Duke University tätig.

## Werke (Auswahl)
Erstes ausführliches Lehrbuch der Polymerchemie:
- Kurt H. Meyer, Hermann F. Mark: Hochpolymere Chemie. Ein Lehr- und Handbuch für Chemiker und Biologen. 1. Auflage. Band 1: Allgemeine Grundlagen der Hochpolymeren Chemie; Band 2: Die Hochpolymeren Verbindungen. Akademische Verlagsgesellschaft Becker & Erler, Leipzig 1940 (345 + 679 S.).
- Kurt H. Meyer, Hermann F. Mark; Antoine van der Wyk (A. J. A. van der Wyk): Makromolekulare Chemie. Ein Lehr- und Handbuch für Chemiker und Biologen. 3. Auflage. Akademische Verlagsgesellschaft Geest & Portig, Leipzig 1953 (1023 S.).
- Kurt H. Meyer: Zur Kenntnis des Anthracens. I. Über Anthranol und Anthrahydrochinon. In: Justus Liebigs Annalen der Chemie. Band 379, Nr. 1, 1911, ISSN 0170-2041, S. 37–78, doi:10.1002/jlac.19113790104.